# Амвросій (Полянський)
Єпископ Амвросій (у миру Олександр Олексійович Полянський; 12 листопада 1878, Петеліно Елатомського повіту Тамбовської губернії — 20 грудня 1932, Сузак, Казахстан) — український релігійний діяч. Єпископ Російської православної церкви (безпатріаршої), єпископ Кам'янець-Подільський і Брацлавський РПЦ.
Зарахований до святих Російської православної церкви в 2000 році.

## Освіта
Народився в родині священика, виходець із давнього священницького роду. Закінчив Тамбовську духовну семінарію (1899), Казанську духовну академію (1903) зі ступенем кандидата богослов'я (тема кандидатської роботи: «Вчення про Царство Боже з твору блаженного Августина „Про Град Божий“»).
У 1901 році пострижений в чернецтво, був рукопокладений в сан ієродиякона, з 1902 року — ієромонах.
З 1903 року — викладач Київської духовної семінарії. З 1906 року — ректор Київської духовної семінарії, архімандрит. Йому вдалося швидко відновити порядок в цьому навчальному закладі, порушений революційними подіями. Також був постійним членом товариства допомоги нужденним вихованцям Києво-Подільського училища і головою ради Петропавлівської опіки про незаможних вихованців Київської духовної семінарії.

## Єпископ
22 жовтня 1918 року в Софійському соборі був хіротонізований на єпископа Вінницького, вікарія Кам'янець-Подільської єпархії.
З 1922 року — єпископ Кам'янець-Подільський і Брацлавський. Разом з вікарним єпископом Валеріаном (Рудичем) рішуче виступив проти обновленського руху. В результаті обидва єпископа в 1923 року були заарештовані. Владика Амвросій був висланий в місто Вінницю. Вдруге був арештований в Вінниці в тому ж 1923 році за «приховування шести офіцерів і висвячення їх в священники». Був висланий до Харкова, а в 1924 році — за межі України, в Москву.
У вересні 1923 року на нараді архієреїв в Донському монастирі різко виступив проти примирення з обновленцями — ця позиція була прийнята більшістю єпископату. У Москві жив в Свято-Даниловому монастирі. Служив у різних храмах Москви, багато проповідував. Висвячував на священиків колишніх офіцерів царської армії. У 1924 році був ненадовго заарештований.
У 1925 році призначений керуючим Кам'янець-Подільської єпархії, але виїхати до місця служіння не встиг, так як в кінці листопада 1925 року був заарештований разом з іншими архієреями — соратниками Патріаршого місцеблюстителя митрополита Петра (Полянського). Перебував у Бутирській в'язниці, в 1926 році був засуджений до трьох років позбавлення волі. У 1926—1928 роках відбував термін ув'язнення в Соловецькому таборі особливого призначення. Брав участь у складанні «Соловецького послання» (звернення до уряду СРСР православних єпископів, ув'язнених в Соловках).

## Заслання архіпастиря
30 листопада 1928 року висланий в Уральську область. На засланні жив разом з архієпископом Прокопієм (Титовим), з яким відбував ув'язнення на Соловках. У квітні 1929 року обидва архієрея були на півтора місяця ув'язнені в Тобольській в'язниці. Потім відбували заслання у місті Обдорськ, в 1929—1931 владика Амвросій знаходився в селі Шуришкари, вів просвітницьку діяльність у зирян і остяків. 5 липня 1931 року був повернений в Обдорськ, де 30 липня того ж року був знову заарештований разом з владикою Прокопієм. Архієреї були звинувачені в листуванні з перебуваючи у засланні митрополитом Петром (Полянським). Крім того, причиною їх нового арешту стала відмова йти на компроміси з радянською владою.

## Трагічна кончина

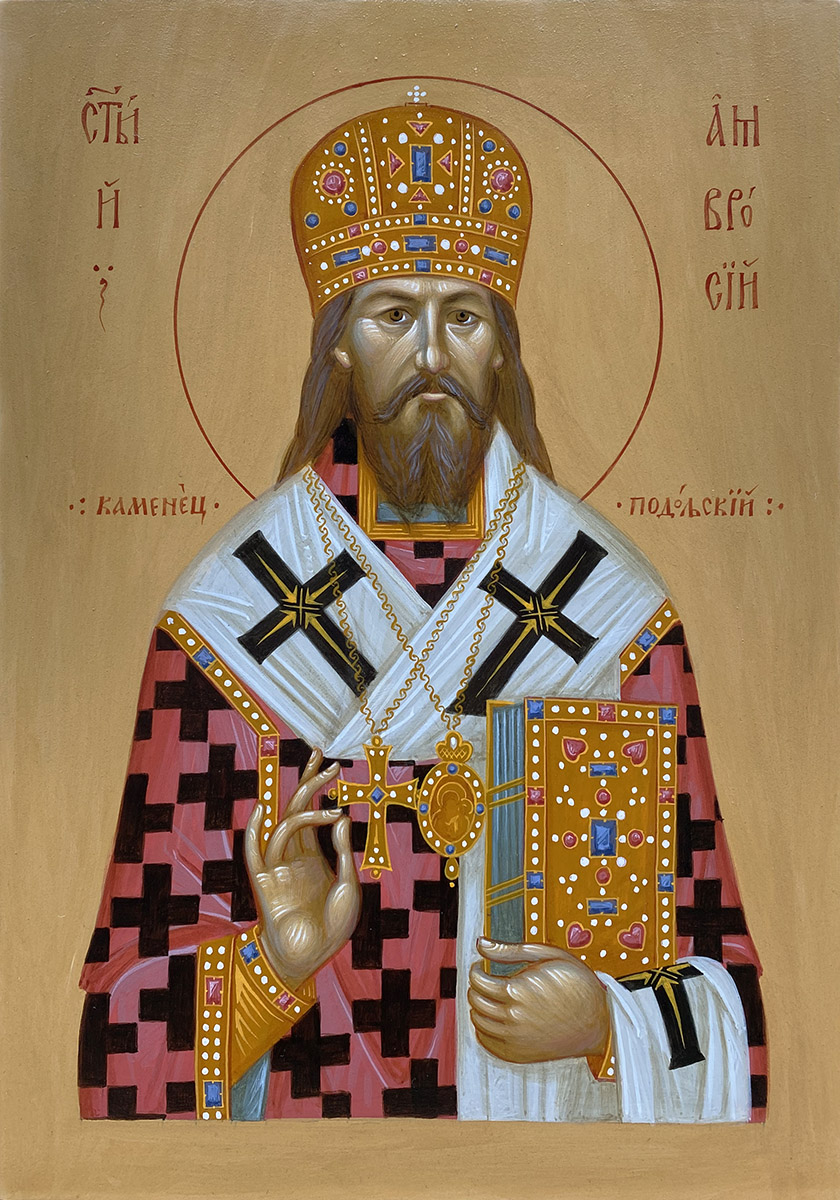
Сщмч Амвросій Кам'янець-Подільський. Ікона, Преображенський В., Мукачево, 2022

14 грудня 1931 року архієпископ Прокопій і єпископ Амвросій були засуджені до заслання в Казахстан на три роки. У вересні 1932 року владика Амвросій був відправлений на заслання в село Сузак. Шлях засланця проходив через пустелю і гірські дороги, його сильно обпалило сонце. Після прибуття до місця заслання він був поміщений в лікарню, де через тиждень помер.
На Ювілейному Архієрейському Соборі Руської православної церкви в серпні 2000 року був зарахований до лику святих новомучеників і сповідників Російських.

## Праці
- Учение о Царстве Божием по сочинению блаженного Августина «О Граде Божием». Тверь, 2003.